# Чемпионат Донбасса по футболу
Чемпионат Донбасса по футболу (укр. Чемпіонат Донбасу з футболу) — соревнование украинского футбола среди любительских команд. Объединённый чемпионат Донецкой и Луганской областей, в котором выступают сильнейшие любительские коллективы двух регионов.
В мае 2015 года после годичного перерыва стартовал третий турнир.

## Все призёры
| Сезон | Победитель            | 2 место                | 3 место                  | *     |
| ----- | --------------------- | ---------------------- | ------------------------ | ----- |
| 2012  | «УСК-Рубин» (Донецк)  | «Славхлеб» (Славянск)  | «Нова-Люкс» (Донецк)     | [ 3 ] |
| 2013  | «УСК-Рубин» (Донецк)  | «Горняк» (Ровеньки)    | ГП «Антрацит» (Антрацит) | [ 4 ] |
| 2014  | не состоялся          | не состоялся           | не состоялся             |       |
| 2015  | «Славхлеб» (Славянск) | «Химик» (Северодонецк) | ФК «Кременная»           |       |
| 2016  | «Славхлеб» (Славянск) | «Заря» (Рубежное)      | «Шахтер» (Родинское)     |       |